# Libra francesa
A libra (em francês: livre) foi uma antiga unidade monetária francesa utilizada de 755 a 1667 (libra parisiense) e em seguida até 1795 (libra tornesa).
O sistema monetário foi dividido em: 1 libra = 20 sóis (sous) = 240 dinheiros (deniers) foi estabelecida.

## História

### Origem e etimologia
O livre foi estabelecido por Carlos Magno como uma unidade de conta igual a uma libra de prata.  Subdividiu-se em 20 sous (também sols), cada um com 12 deniers. A palavra livre veio da palavra latina libra, uma unidade romana de peso e ainda o nome de uma libra no francês moderno, e o negador vem do denário romano. Esse sistema e o próprio deniers serviram de modelo para muitas das moedas europeias, incluindo a libra esterlina, a lira italiana, o dinero espanhol e o dinheiro português.
Este primeiro livre é conhecido como o livre carolingienne. Apenas deniers foram inicialmente cunhados, mas o aviltamento levou à emissão de denominações maiores. Diferentes casas da moeda em diferentes regiões usaram pesos diferentes para o negacionista, levando a vários valores distintos.
"Livre" é um homônimo da palavra francesa para "livro" (da palavra latina liber), a distinção é que os dois têm gêneros diferentes. A unidade monetária e de peso é feminina, la/une livre, enquanto "book" é masculino, le/un livre.

### Período medieval tardio e início do período moderno
Durante grande parte da Idade Média, diferentes ducados da França foram semiautônomos, se não praticamente independentes dos fracos reis capetíngios, e assim cada um cunhava sua própria moeda. As cartas precisariam especificar qual região ou casa da moeda estava sendo usada: "dinheiro de Paris" ou "dinheiro de Troyes". Os primeiros passos para a padronização vieram sob o primeiro monarca capetíngio forte, Filipe II Augusto (1165-1223). Filipe II conquistou grande parte do Império Angevino continental do rei João de Inglaterra, incluindo a Normandia, Anjou e Touraine.
A moeda cunhada na cidade de Tours em Touraine era considerada muito estável, e Filipe II decidiu adotar o livre tournois como a moeda padrão de suas terras, substituindo gradualmente até mesmo o livre de Paris e, finalmente, as moedas de todas as áreas francófonas que ele controlava. Este foi um processo lento que durou muitas décadas e não foi concluído durante a vida de Filipe II.
O resultado foi que, a partir de 1200, após o início das campanhas do rei Filipe II contra o rei João, a moeda usada nas terras francófonas estava em um estado de fluxo, à medida que o livre tournois foi gradualmente introduzido em outras áreas.
Até o século XIII em diante, apenas os deniers eram realmente cunhados como moeda. Tanto o livre quanto o sous não existiam de fato como moedas, mas eram usados apenas para fins contábeis.
Após seu retorno das cruzadas na década de 1250, Luís IX instigou um monopólio real sobre a cunhagem de moedas na França e cunhou o primeiro écu d'or de ouro e gros d'argent de prata, cujos pesos (e, portanto, divisões monetárias) eram aproximadamente equivalentes ao livre tournois e ao negacionista.
Entre 1360 e 1641, moedas no valor de 1₶. eram cunhados conhecidos como francos. Este nome persistiu no jargão comum para 1₶. mas não foi usado em moedas ou papel-moeda.
O uso oficial da unidade contábil livre tournois em todos os contratos na França foi legislado em 1549. No entanto, em 1577, a unidade contábil livre tournois foi oficialmente abolida e substituída pela écu, que era na época a principal moeda de ouro francesa em circulação real. Em 1602, a unidade contábil livre tournois foi trazida de volta.

### Século XVII
Luís XIII de França parou de cunhar o franco em 1641, substituindo-o por moedas baseadas no écu de prata e ouro Louis d'or. O écu e o louis d'or flutuaram em valor, com o écu variando entre três e seis livres tournois até 1726, quando foi fixado em 6₶. O louis valia inicialmente (1640) 10₶., e flutuou também, até que seu valor foi fixado em 24₶. em 1726.
Em 1667, o livre parisis foi oficialmente abolido. No entanto, o único livre remanescente ainda era frequentemente referido como o livre tournois até o seu desaparecimento.

### Século XVIII
O primeiro papel-moeda francês foi emitido em 1701 e foi denominado em livre tournois. No entanto, as notas não mantiveram seu valor em relação à prata devido à enorme superprodução. O Banque Royale (o último emissor dessas primeiras notas) caiu em 1720, tornando as notas sem valor (veja John Law para mais sobre este sistema).
Em 1726, sob o ministro de Luís XV, o cardeal Fleury, um sistema de estabilidade monetária foi implementado. Oito Troy ounces (uma marca, ou cerca de 250 gramas) de ouro valiam 740₶.9s. (assim, uma Troy ounce de ouro valia aproximadamente 4 Louis ou 93₶.); 8 Troy ounces de prata 51₶.2s.3d. Isso levou a uma taxa de conversão rigorosa entre ouro e prata (14,4867 para 1) e estabeleceu os valores das moedas em circulação na França em:
- o duplo Louis d'or (moeda de ouro) de 48₶.
- o Louis d'or (moeda de ouro) de 24₶.
- o demi-Louis d'or ou meio-Louis (moeda de ouro) de 12₶.
- o écu (moeda de prata) de 6₶. ou 120 sous, juntamente com 1⁄2, 1⁄4 e 1⁄8 denominações de écu avaliadas em 60, 30 e 15 sous
- A SOU (moeda de cobre) denominada em unidades de 1 e 2 SOU avaliadas em 1⁄20₶. (ou 12 negacionistas) por sou
- O denier (moeda de cobre) denominado em 3 e 6 unidades denier avaliadas em 1⁄4 e 1⁄2 sou respectivamente (a moeda denier três também foi chamada de liard).

No entanto, uma moeda de 1₶. não foi cunhado. No entanto, em 1720, uma moeda especial cunhada em prata pura foi produzida e atribuída um valor simbólico de 1₶. Além disso, a França tomou moedas navarras de 20 sou cunhadas em 1719 e 1720, re-golpeando-as como 1⁄6 écu (entre os anos de 1720 e 1723) essencialmente criando uma moeda no valor de 1 livre. Essas moedas rebatidas, no entanto, acabaram recebendo o valor de 18 sous.
Uma espécie de papel-moeda foi reintroduzida pela Caisse d'Escompte em 1776 como actions au porteur, denominada em livres. Estes foram emitidos até 1793, juntamente com os cessionários a partir de 1789. As cessões eram apoiadas (em teoria) por terras controladas pelo governo. Como as edições do Banque Royale, seu valor despencou.
As últimas moedas e notas do sistema monetário livre foram emitidas no Ano II da República (1794). Em 1795, foi introduzido o franco, no valor de 1₶.3d.11⁄80+₶), e a primeira moeda de um franco foi cunhada em 1803. Ainda assim a palavra livre sobreviveu; Até meados do século 19 era usado indiferentemente ao lado da palavra franco, especialmente para expressar grandes quantias e transações ligadas à propriedade (imóveis, rendimentos de propriedade ou "rentes", gado, etc...).

### História posterior
O livre também tinha sido usado como a moeda legal das Ilhas do Canal. O Jersey livre permaneceu moeda legal em Jersey até 1834, quando a diminuição do fornecimento de moedas não mais cunhadas obrigou a adoção da libra como moeda legal.

Hoje e depois de dois séculos de uso do franco, a França usa o euro como moeda.